# Stensdalstjärnarna
Stensdalstjärnarna är en sjö i Åre kommun i Jämtland och ingår i Indalsälvens huvudavrinningsområde. Sjön har en area på 0,114 kvadratkilometer och ligger 1 088 meter över havet. Stensdalstjärnarna ligger i Vålådalen Natura 2000-område.

## Delavrinningsområde
Stensdalstjärnarna ingår i det delavrinningsområde (700072-134125) som SMHI kallar för Utloppet av Stensdalstjärnarna. Medelhöjden är 1 131 meter över havet och ytan är 1,82 kvadratkilometer. Det finns inga avrinningsområden uppströms utan avrinningsområdet är högsta punkten. Vattendraget som avvattnar avrinningsområdet har biflödesordning 4, vilket innebär att vattnet flödar genom totalt 4 vattendrag innan det når havet efter 350 kilometer. Avrinningsområdet består mestadels av kalfjäll (94 procent). Avrinningsområdet har 0,12 kvadratkilometer vattenytor vilket ger det en sjöprocent på 6,4 procent.